# 1765 en santé et médecine
| Années de la santé et de la médecine : 1762 - 1763 - 1764 - 1765 - 1766 - 1767 - 1768    |
| Décennies de la santé et de la médecine : 1730 - 1740 - 1750 - 1760 - 1770 - 1780 - 1790 |

Cet article présente les faits marquants de l'année 1765 en santé et médecine.

## Événements
Floride occidentale britannique
- 2 septembre : mort  de la fièvre jaune à Pensacola de Henri Bouquet officier mercenaire suisse de l'armée britannique, soupçonné d'avoir utilisé des couvertures contaminées avec la variole pour exterminer les Amérindiens en 1763[1].

France
- En France, querelle médicale sur la grossesse.
- Le chirurgien-major d’un bâtiment de la Marine royale est reconnu comme membre de l’état-major et, à ce titre, reçu à la table du capitaine[2].

## Naissances

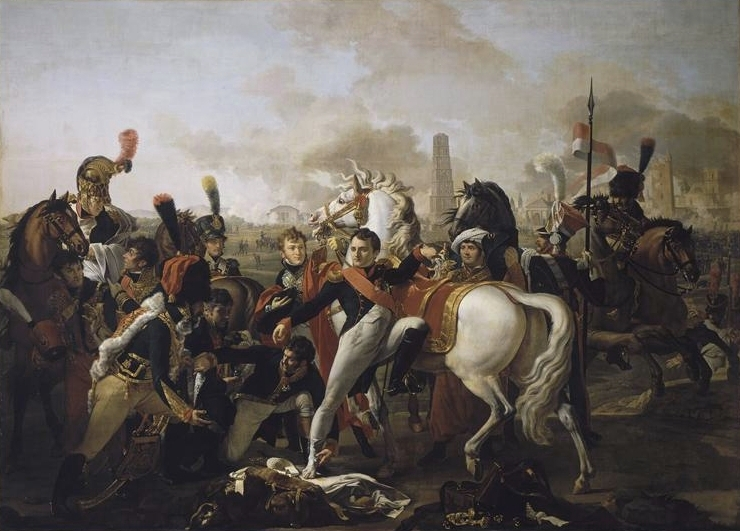
Napoléon Ier, blessé au talon devant Ratisbonne, est soigné par le chirurgien Yvan (tableau de P.C. Gautherot).

- 8 février : Charles-Louis Dumas (mort en 1813),  médecin français[3].
- 18 mars : Marc Antoine Baudot (mort en 1837), médecin et révolutionnaire français, député à l'Assemblée nationale législative puis à la Convention nationale.
- 28 avril : Alexandre-Urbain Yvan (mort en 1839), chirurgien français, au service personnel de Napoléon Bonaparte[4].
- 27 mars : Franz Xaver von Baader (mort en 1841), médecin et philosophe allemand.
- 3 avril : Ferdinand Guillemardet (mort en 1809), médecin et  homme politique français.
- 22 août : Carl Ludwig Willdenow (mort en 1812), botaniste et pharmacien allemand.
- 24 octobre : James Mackintosh (mort en 1832), médecin, philosophe, journaliste, juge et homme politique britannique.
- 11 novembre : Jean-Baptiste Van Mons (mort en 1842), pharmacien, chimiste, botaniste et agronome belge.

## Décès
- 13 octobre : Wilhem Heinrich Kramer (né en 1724), médecin et naturaliste allemand[5].